# Francisco Fernández de Contreras
Francisco Fernández de Contreras ( Pedroche 1526-Colombia 1616 ) fue un militar español, fundador de la población colombiana de Ocaña (Norte de Santander).

## Biografía
Nacido en Pedroche, provincia de Córdoba (España), arribó a América en 1542 a sus 16 años. A sus 18 años se integró al ejército de Luis de Manjarrés, con quien participó en batallas ocurridas en la Sierra Nevada, La Jagua y en las matanzas de Nicaragua. Participó en la conquista de Pamplona en 1549, y en la de Táchira (Venezuela) en 1561. En 1570, fue enviado por el cabildo de Pamplona a buscar una vía con acceso al mar para establecer rutas comerciales, fundando Ocaña el 14 de diciembre de 1570. Esta población fue elevada a ciudad 5 años después.
Fernández estuvo casado con Isabel de Rojas, proveniente del municipio de Cuenca, en Castilla-La Mancha (España), tuvieron 8 hijos (3 hombres y 5 mujeres).
Durante las protestas en Colombia de 2021, el 5 de mayo en Ocaña, fue derribada una estatua en su honor.